# Annaten
Annaten waren een kerkbelasting geheven door de Heilige Stoel bij het toekennen van een kerkelijk beneficie of prebende.

## Oorsprong
De annaten kwamen geleidelijk tot stand. Het jus deportuum, annalia of annatae was oorspronkelijk het recht van de bisschop om de opbrengst van het eerste jaar te eisen van een nieuw aangestelde beneficiaris van een kerkelijke bediening. De eerste vermelding hiervan dateert van begin 13de eeuw, onder Paus Honorius III, maar de gewoonte klom op tot in de zesde eeuw, waarbij kerkbedienaars bij hun wijding een taks voldeden aan de wijbisschop.
Onder het pontificaat van Paus Alexander IV eiste de Heilige Stoel, geplaagd door financiële problemen, dit voorrecht voor zichzelf op. In 1305 eiste Paus Clemens V het eerste jaar opbrengsten op van alle officies die begeven werden in Engeland. In 1319 eiste Paus Johannes XXII hetzelfde op voor alle officies die in de volgende twee jaar in de ganse christenheid vacant zouden zijn.
Dit betekende als het ware een onteigening van een recht dat aan de bisschoppen behoorde. Daarom bleven de meeste pausen hiervan slechts een gematigd gebruikmaken, zich meestal beperkende tot het innen van de annaten die gelegd werden op beneficies die rechtstreeks door hen te voorzien waren.

## Classificatie
De annaten zijn onder te verdelen in drie klassen:
- De servitia communia of servitia Camerae Papae, hetgeen de jaaropbrengst voorstelde dat in de pauselijke schatkist werd gestort door iedere benoemde bisschop of abt. Ging deze annaat eerst naar de consacrerende bisschop, dan ging ze vanaf het midden van de dertiende eeuw uitsluitend naar de paus.
- De jus deportuum, fructus medii temporis, of annalia, de annaten verschuldigd aan de bisschop maar die door hem aan de Heilige Stoel werden doorgestort, wanneer het om aan deze Stoel gereserveerde beneficies ging.
- De quindennia de annaten die door een bulle van Paus Paulus II (1469), verschuldigd waren voor alle beneficies die verbonden waren met een corporatie, en die niet meer bij iedere benoeming moest worden vereffend, maar automatisch om de vijftien jaar.

## Inning
Gedurende lange tijd werd deze belasting in principe geïnd in de ganse christenheid, maar in de praktijk gebeurde dit niet altijd. Ze was de oorzaak van talrijke disputen tussen Rome en de wereldlijke heersers, maar ook tussen Rome en de clerus die er zich slechts node aan onderwierp. Als de pausen toegevingen deden, dan compenseerden ze die door meer en meer ambten en beneficies tot het 'gereserveerd pauselijk domein' uit te roepen. De wereldlijke heersers kwamen ertegen op dat steeds groter bedragen naar de pauselijke schatkist werden gedraineerd en aldus onttrokken werden aan de economie van het eigen land.
In Engeland werden de eerste klachten van de bisschoppen al in 1245 geuit. In 1534 werd de betaling van annaten aan Rome verboden door de Act in Restraint of Annates en werden de betaalde belastingen voortaan in de schatkist van het koninkrijk gestort.
In Frankrijk werden de annaten ingevoerd in 1320 en afgeschaft door de Pragmatieke Sanctie van Bourges. Ze werden opnieuw ingevoerd door het Concordaat van Bologna in 1516 en werden pas door de Franse Revolutie afgeschaft, ook al was de inning ervan meestal problematisch.
In het Duitse Roomse Rijk werd door het Concordaat van Constance, in 1418, beslist dat de bisschoppen en abten bij hun benoeming de servitia zouden overmaken aan de Heilige Stoel op basis van een door haar gemaakte evaluatie. Het is wel zo dat in de praktijk deze betaling in onbruik raakte, zowel in Duitsland als in de Nederlanden, Frankrijk en Spanje.
Nadat Paus Alexander V aan de annaten verzaakt had tijdens het Concilie van Pisa in 1409, bleven ze bestaan. Het Concilie van Bazel (1431-1443) wilde ze afschaffen maar het Concordaat van Wenen (1448) bevestigde dan weer de legitimiteit van de annaten en zo bleven ze, minstens nominaal, van kracht tot op het einde van het ancien régime.